# 新庄鮭川インターチェンジ
新庄鮭川インターチェンジ（しんじょうさけがわインターチェンジ）は、山形県新庄市十日町にある東北中央自動車道（新庄北道路・泉田道路）のインターチェンジである。

## 歴史
- 2011年（平成23年）3月26日 : 新庄北道路の新庄IC - 新庄北IC（仮称）間開通に伴い、供用開始[2]。この当時は、現在の上り線入口の位置で本線と県道がT字に接続する暫定形で、正式なIC名称がなく、標識では「新庄北道路終点」として案内されていた。
- 2012年（平成24年）度 : 泉田道路が新規事業化[3]。
- 2022年（令和4年）
  - 10月20日 : 名称が「新庄北IC（仮称）」から「新庄鮭川IC」に正式決定[4]。
  - 11月20日 : 泉田道路の新庄鮭川IC - 新庄真室川IC間開通[4]。

## 周辺
- 鮭川村
- 山形地方法務局新庄支局
- 雪の里情報館
- 最上公園（新庄城址）
- 新庄市立明倫学園
- 新庄市立新庄中学校
- 新庄市民文化会館
- 新庄ふるさと歴史センター

## 接続する道路
- 直接接続
  - 山形県道308号曲川新庄線

## 料金所
国土交通省管轄の無料道路区間であるため、料金所は設置されていない。

## 隣
E13 東北中央自動車道（新庄北道路・泉田道路）
(27) 新庄IC - (28) 新庄鮭川IC - 新庄真室川IC